# NCR1
NCR1 (англ. Natural cytotoxicity triggering receptor 1, CD335) — мембранный белок, рецептор. Продукт гена человека NCR1 (LY94). Экспрессирован на покоящихся и активированных естественных киллерах.

## Функции
NCR1 является рецептором, активирующим клеточную токсичность, который может повышать эффективность активированных естественных киллеров (NK), вызывающих лизис опухолевых клеток.

## Структура
Белок состоит из 283 аминокислот и включает внеклеточный домен, трансмембранный участок и цитозольный домен. Внеклеточный домен содержит 2 дисульфидные связи и 1 N-гликозилированный аспарагин.

## Взаимодействия
Связывается с CD247 и FCER1G.